# Combat de Mangolérian

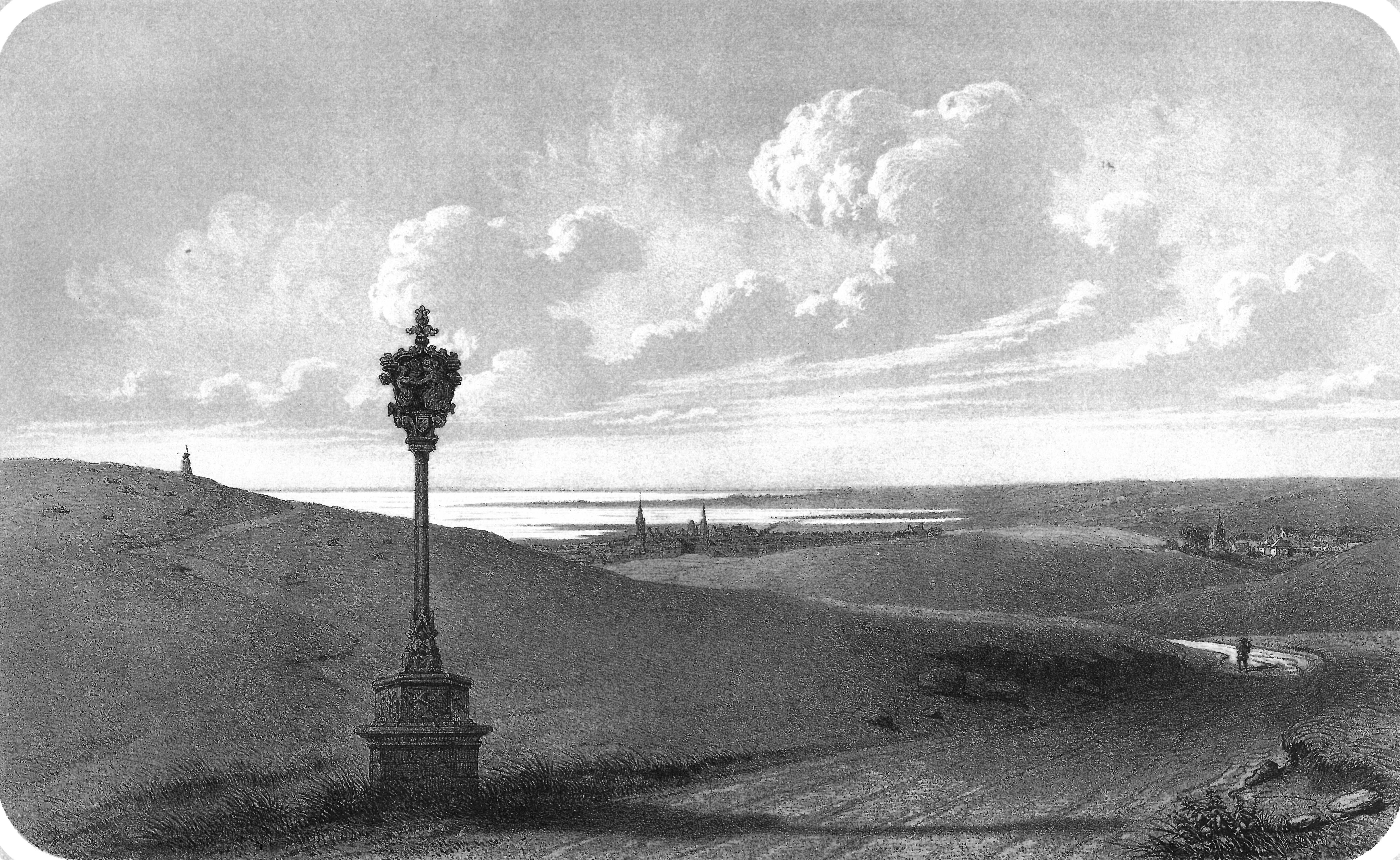
Landes de Meucon, gravat.

La batalla de Mangolerian va tenir lloc durant la Chouannerie.{nota, 1} El 15 de març de 1794, els insurrectes van intentar apoderar-se de Vannes però van ser repel·lits pels republicans durant una baralla als erms de Meucon.

## Preludi
Durant el mes de febrer de 1794, tres oficials de l'exèrcit catòlic i reial, Auguste de Béjarry, Joseph de Fay i el cavaller de Geslin havien arribat a Morbihan després d'haver escapat de les massacres de Savenay. Ràpidament es van posar en contacte amb el cap dels Chouans Pierre Guillemot a Bignan. Vannes i Lorient havien estat despullats de les seves tropes, els quatre reialistes van planejar un aixecament rural amb l'objectiu de prendre Vannes. El pla es va posar en marxa ràpidament, a principis de març de 1794, des de Bignan fins a Béganne i Rieux, moltes comunes es van rebel·lar. La nit del 12 al 13 de març van ser assassinats dos patriotes, François Hémon, membre de la junta executiva de Josselin i Mathurin Jéhanno, secretari del jutge de pau del cantó. El 14 de març està prevista una trobada a Mangolérian. Es pengen cartells a les esglésies.
| « | "En nom de Déu i de la religió així com del rei de França Lluís XVII. Habitants de la parròquia de Plaudren, esteu advertits que us trobeu avui al vespre a la capella de Mangolérian, armats amb fusells, pistoles, sabres, amonicions, forques, faulx, ullals, i que porteu pa durant dos dies. Els qui es neguen seran considerats enemics de la Religió i del Rei. Signat: Briend fils, de Silz." — Cartell publicat a Plaudren | » |

El 14 de març, a primera hora del matí, Briend, al capdavant de 50 homes, va envair l'antic priorat de l'abadia de Lanvaux, comprat per Villemain, comprador de béns nacionals. Els chouans el capturen al seu llit i l'executen. A partir d'aleshores els patriotes de Vannes van tenir por i van demanar ajuda a Lorient. Deu patriotes més van ser fets presoners i tancats a Grandchamp.
| « | "Estem envoltats de bandolers. Vannes està amenaçat. Es tem que els rebels caiguin sobre la nostra ciutat aquesta nit o demà al matí i estem gairebé sense tropes. No abandonareu els vostres germans i sobretot esperem que els dracs vinguin en nostra ajuda; els temps pressen. El ciutadà Hémon, l'administrador de Josselin, el ciutadà Jéhanno, el secretari del ciutadà Bouhelec, el ciutadà Villemain de Lanvaux van ser tots tres covards assassinats. Ajuda, germans i amics, o correm els majors riscos." | » |

## La batalla
Els revoltats es van reunir al turó de Mangolérian, hi havia sobretot homes de Bignan, Plaudren, Plumelec, Saint-Jean-Brévelay, però també dels voltants de Locminé, Josselin i Rochefort-en-Terre.
El 15 de març, el ciutadà Lacombe només va poder reunir 200 soldats d'infanteria, unes desenes de cavallers i un canó per intentar una sortida. Els soldats van sortir de Vannes a les tres de la matinada i es van dirigir cap a Meucon. Durant el camí van capturar i després afusellar a un pagès que duia una escarapela blanca. Aleshores es troben amb els rebels a les altures de Mangoleria. Els republicans estan clarament superats en nombre. Tanmateix, des de l'inici de la lluita, els pagesos chouans, poc acostumats a lluitar, s'espanten i fugen davant la vista dels genets republicans. Només 400 homes de 1.200 van continuar la lluita, van fer una primera salva que va repel·lir la cavalleria. Aleshores Lacombe va ordenar a la infanteria que es rendissin, es van aturar a trenta metres de distància i van disparar tres salves que, però, van fer poc dany perquè els insurgents van romandre emboscats. Encara que els republicans dubten a avançar, els rebels prefereixen retirar-se malgrat els consells de De Fay.
Una nova Vendée s'havia de formar a Morbihan. L'objectiu dels rebels era apoderar-se de Vannes i Lorient durant l'absència de les tropes portades a Saint-Malo. Més de quinze llegües de país van participar en la trama. La seva reunió principal va ser a Montglorian, que es diu que pren el nom de Marc Aureli.
| « | "He sortit aquest matí a les tres amb cent homes de la guàrdia nacional, cent homes del primer regiment de la marina, quaranta cavallers del regiment vint-i-quat, uns quants gendarmes i un tros de canó. Vaig dirigir la meva petita columna cap a Meucon que havia investit, i vaig anar a Montglorian on vaig trobar un exèrcit de bandolers en ordre de batalla en una posició excel·lent. La meva cavalleria va ser rebutjada per un tiroteig ben sostingut que va desmuntar diversos cavallers. La meva infanteria va arribar i va marxar amb una càrrega. Després d'una hora de lluita, l'enemic va ser empès darrere dels seus atrinxeraments i va fugir, amb pèrdues considerables. Els líders van escapar als pantans. Va un home i deu ferits. Les circumstàncies van exigir la crema del poble. Malgrat aquest avantatge, hi ha motius per témer noves concentracions, i només tinc mil dos-cents homes per defensar l'interior i l'exterior del departament. | » |

— Informe de Lacombe, 16 de març de 1794
| « | "Oh destí, vaig veure aquest dia com un dia de victòria i em vaig afalar de veure Vannes en aquest dia. Però a la vista d'uns quants gendarmes, de vuit-cents a nou-cents bretons van fugir. Béjarry i el petit Jacques, sense esperar l'ordre, es van precipitar cap a l'enemic i van derrotar fàcilment els genets. El nombre de covards que fugien va augmentar. Intentava en va reunir la meva tropa. Descontent de la maniobra de Béjarry que no preveia que hi havia infanteria i canons seguint la cavalleria s'havien precipitat sense haver tingut temps de reunir la nostra gent, vaig córrer cap als fugitius i vaig fer esforços vans per reunir-los. L'enemic avançava i el nombre de valents es reduïa a 400. Els vaig emboscar i vam patir tres trets de l'enemic a cinquanta passos sense perdre un sol home. Vam matar uns deu homes, i, no sentint-se la força per resistir, la petita tropa va pensar en la retirada. Era en contra de la meva opinió perquè els blaus no avançaven i no sabien què érem. Béjarry i jo, que quedaven amb una desena d'homes, ens vam retirar sense cap incident." | » |

— Diari de Joseph de Fay

## La pèrdua
Es desconeixen les pèrdues dels chouans, "considerables" segons els republicans, zero segons els líders insurgents. De Fay va escriure al seu diari que les pèrdues dels republicans van ser d'aproximadament 10 morts, mentre que Lacombe va escriure en el seu informe que les pèrdues dels seus homes van ser un mort i 10 ferits.

Davant d'aquesta oportunitat perduda, els líders de Chouan van ordenar un altre assalt per a l'endemà. Però Vannes no serà atacat.
| « | "En nom de Déu i pel rei Lluís XVII, La parròquia té l'ordre d'anar avui 16 de març a les set del vespre al petit castell del sud de Sant Joan, amb fusells, pistoles, sabres i, en absència d'ells, amb forques, galledes i càntirs, i pa durant diversos dies. Esperem que mostrin més valentia que ahir. Tots s'han de rendir sense falta per unir-se al senyor de Silz, que ha d'atacar Vannes aquest vespre. Si no hi van, poden esperar ser cremats i assassinats pels republicans; que, al contrari, si hi van, i si volen mostrar valentia, respondrem de l'èxit. La derrota d'ahir no va ser tan gran com es podria pensar, perquè no vam matar ningú i vam matar deu dels seus." | » |

Aquest 16 de març, any II del regnat de Lluís XVII. Signat: Briend fils, Berthelot.

## Repressió
Aquesta batalla havia preocupat molt els patriotes de Vannes, però els insurgents van ser finalment derrotats amb força facilitat, però una nova repressió va caure sobre Morbihan. Els republicans recorren el territori1 liderats per l'agent nacional Jéhanno. Van afusellar dos camperols agafats amb les armes a la mà a Plaudren, nou altres van ser afusellats a Grandchamp, després un carnisser va ser executat a Saint-Bily, a Plaudren, perquè es va trobar un fusell carregat a casa seva. El 17 de març, cinc homes van ser massacrats per soldats a Saint-Jean-Brévelay, altres tres van ser executats a Bignan.
El 17 de març de 1794, Lacombe escrivia al districte de Josselin: «Nit i dia perseguim amb vigor els bandolers, i esperem escurçar l'inici de la Vendée, perquè els bandolers ja es qualificant d'exèrcit catòlic i reial.